# 小寺菊子
小寺 菊子（こでら きくこ、1884年8月7日 - 1956年11月26日）は、日本の小説家。
富山県出身。旧姓は尾島。徳田秋声に師事し、1911年に『父の罪』が大阪朝日新聞の懸賞小説に入選。同年に『青鞜』に参加し、自然主義的手法で女を描く。1914年に画家の小寺健吉と結婚し、筆名も小寺とする。少女小説を多く書いた。戦時中に筆を折る。

## 著書
- 少女小説御殿桜 尾島菊子 金港堂 1909.5
- 文子乃涙 尾島菊子 金港堂 1910.4
- 父の罪 尾島菊子 辰文館 1911.10 ゆまに書房から復刊
- 頬紅 尾島菊子 春陽堂 1913
- 紅あざみ 尾島菊子 日比谷書院 1914
- 小鳥のささやき 少女小説 尾島菊子 東京社 1914
- 紅ほゝづき 少女小説 尾島菊子　島田義三 1915
- 百日紅の蔭 尾島菊子 実業之日本社 1915 ゆまに書房から復刊
- 十八の娘 尾島菊子 須原啓興社 1917
- 美しき人生  教文社 1925
- 情熱の春 教文社 1928
- 深夜の歌 教文社 1936 ゆまに書房から復刊